# Micoquià
El micoquià és una indústria lítica de finals del Paleolític mitjà, entre a finals del període interglacial Riss-Würm i principis de la glaciació Würm (aproximadament entre el 130.000 fins al 70.000 aC). El micoquià va derivar en el taiacià

## Indústria lítica

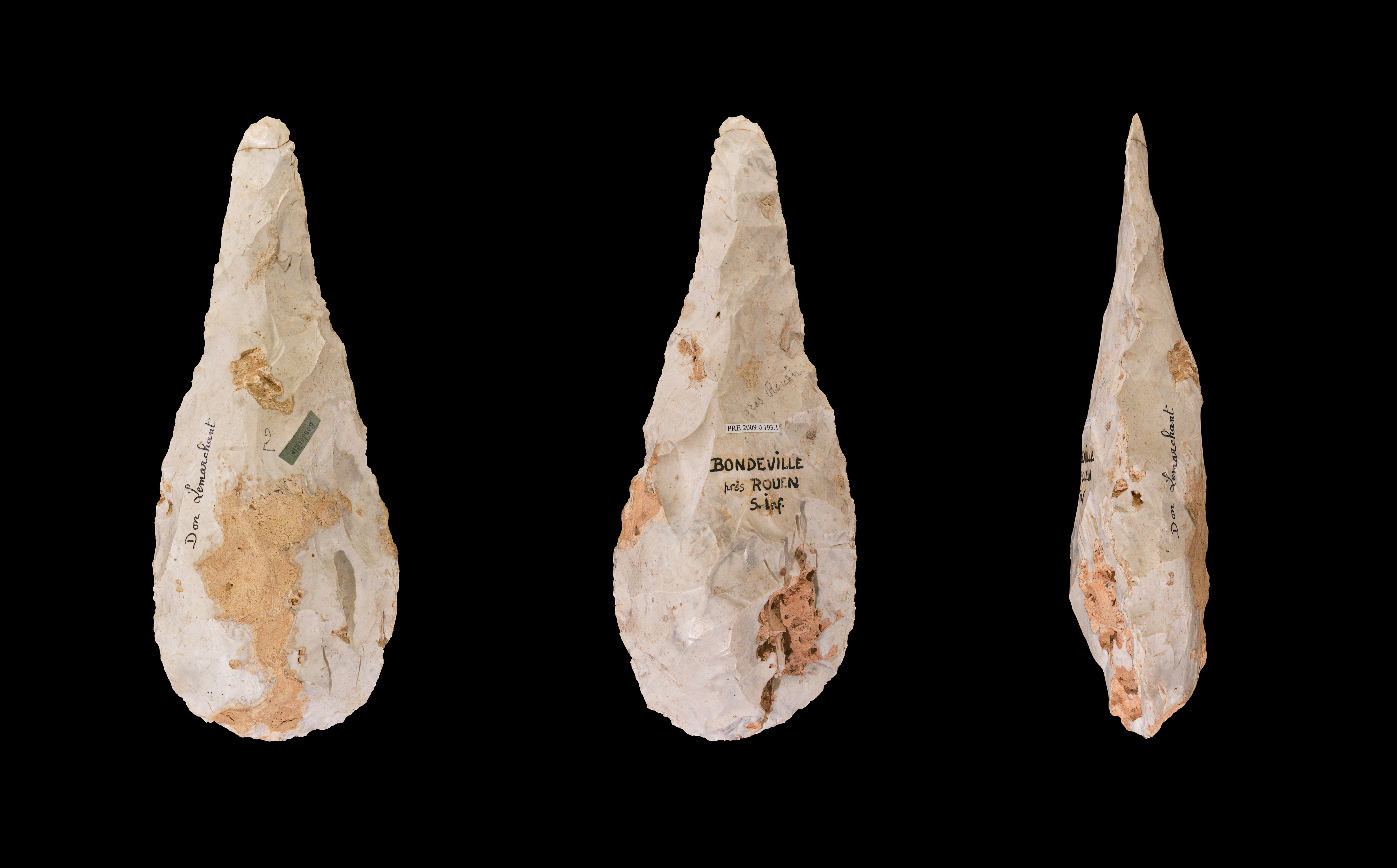
Bifaces del micoquià

El micoquià es distingeix tecnològicament per l'aparició de bifaces clarament asimètriques. El seu descobridor, i qui el va anomenar, va ser l'arqueòleg i comerciant d'art Otto Hauser. En 1906, Hauser va vendre una gran quantitat de bifaces (anomenades en francès coins Micoque) que va trobar a les excavacions de La Micoque (a Las Eisiás de Taiac, Dordonya, França) als museus i col·leccionistes.
Les formes especials de les destrals de mà de La Micoque exhibeixen sovint una base arrodonida. El problema amb el terme «micoquià» és que les excavacions posteriors han revelat una col·locació temporal més antiga per a les destrals de La Micoque, que actualment estan datades en la glaciació Riss.
Un artefacte més extens del micoquià és el Keilmesser (ganivet bifaç), que té una cronologia més clara a Europa central. A partir d'aquí alguns arqueòlegs han proposat substituir el terme «grup Keilmesser» per «Micoquià».
Els artefactes del micoquà es distribueixen per tot Europa oriental i Europa central. A Alemanya es poden trobar a Balver Höhle i Lonetal.